# Winchell-halción
A Winchell-halción (Todiramphus winchelli) a madarak osztályának szalakótaalakúak (Coraciiformes) rendjébe, ezen belül a jégmadárfélék (Alcedinidae) családjába tartozó faj.

## Rendszerezése
A fajt Richard Bowdler Sharpe angol ornitológus írta le 1877-ben, a Halcyon nembe Halcyon Winchelli néven. Tudományos faji nevét Newton Horace Winchell amerikai geológusról kapta. 

## Alfajai
- Todiramphus winchelli alfredi (Oustalet, 1890) - Sulu-szigetek
- Todiramphus winchelli mindanensis (Parkes, 1966) - Mindanao
- Todiramphus winchelli nesydrionetes (Parkes, 1966) - a Fülöp-szigetek északi része
- Todiramphus winchelli nigrorum (Hachisuka, 1934) - a Fülöp-szigetek középső és keleti része
- Todiramphus winchelli winchelli (Sharpe, 1877) - Basilian[2]

## Előfordulása
A Fülöp-szigetek területén honos. Természetes élőhelyei a szubtrópusi és trópusi síkvidéki esőerdők. Állandó, nem vonuló faj.

## Megjelenése
Testhossza 25 centiméter, testtömege 60–80 gramm.

## Életmódja
Rovarokkal és pókokkal táplálkozik.

## Természetvédelmi helyzete
Az elterjedési területe még elég nagy, de az erdőirtások miatt csökken, egyedszáma 2500-9999 példány közötti és szintén csökken. A Természetvédelmi Világszövetség Vörös listáján sebezhető fajként szerepel.